# Filtr Google
Filtr Google – algorytmiczne lub ręczne obniżenie pozycji strony przez wyszukiwarkę Google, za zastosowanie mechanizmów niezgodnych z regulaminem wyszukiwarki.
Filtr algorytmiczny – automatycznie nakładana kara przez algorytm Google, najczęściej bez powiadamiania w Google Webmaster Tools. Przyczyną nałożenia filtra algorytmicznego może być duże zagęszczenie słów kluczowych w treści, ale także powielanie treści (Duplicate Content).